# Багдзюки
Багдзюки (біл. Багдзюкі) — село в складі Берестовицького району Гродненської області, Білорусь. Село підпорядковане Малоберестовицькій сільській раді, розташоване у західній частині області.